# Elvis (James Bond)
Elvis é uma personagem do filme 007 Quantum of Solace, vigésimo-segundo filme da franquia cinematográfica de James Bond, criado por Ian Fleming. Ele é interpretado nas telas pelo ator suíço Anatole Taubman.

## Características
Recrutado na pobreza das ruas, ele é o primo do vilão Dominic Greene. Introduzido na organização terrorista Quantum, ele se torna guarda-costas e braço-direito do primo.

## Filme
Elvis acompanha o primo e chefe durante quase todo o filme. Primeiro aparece no cais tentando impedir que Camille Montes vá até o armazém onde Greene está, para lhe cobrar o fato dele ter mandado matá-la, mas é empurrado para o lado por ela. Depois ele acompanha Greene no jato executivo onde o empresário se encontra com os agentes da CIA Felix Leiter e Gregg Beam, e na ópera na Áustria, onde Bond escuta os planos da Quantum, do qual Greene é um dos cabeças. 
Na festa ecológica que se segue na Bolívia, Elvis é mandado atrás de Bond e Camille por Greene mas é derrubado e rola das escadas da mansão depois de levar uma rasteira da Agente Fields, a companhia de Bond na festa e funcionária da embaixada britânica no país enviada por M para embarcá-lo de volta à Inglaterra,  rolando escada abaixo e deslocando o pescoço. Sua última aparição é no hotel no deserto, de colete ortopédico no pescoço por causa da queda,  onde Greene vai pagar o suborno ao General Medrano e a seu oficial de polícia Carlos. Na luta que se segue entre Bond, Camille, os homens de Medrano e os de Greene, ele protege a retirada de Green e acaba morrendo na explosão de um tanque de oxigênio explodido a tiros por 007. 